# Power Rangers Operation Overdrive
Power Rangers Operation Overdrive è la tredicesima serie televisiva dedicata ai Power Rangers. Ha debuttato negli USA il 26 febbraio 2007.
Preceduta da Power Rangers Mystic Force, la serie si basa sul Super Sentai Gougou Sentai Boukenger e ha festeggiato il 15º anniversario del franchise con l'episodio crossover in due parti Ranger per sempre, nel quale il Cavaliere Guardiano, per aiutare i Ranger, chiama in loro aiuto dei Ranger provenienti da serie precedenti (tra cui Adam Park, il secondo Black Ranger di Mighty Morphin).
È seguita da Power Rangers Jungle Fury.

## Trama
Cinque coraggiosi ragazzi partecipano ad una caccia al tesoro di livello mondiale per ritrovare i cinque gioielli dispersi della Corona Aurora. Superano varie avventure per evitare che le Forze Oscure, i fratelli malefici Moltor e Flurious (poi si aggiungeranno Kamdor, Miratrix e i Gatti Fuorilegge), si impossessino della Corona. La sorte dell'intero universo è nelle loro mani.
I cinque protagonisti sono il Red Ranger Mackenzie Hartford (James Maclurcan), il Black Ranger Will Aston (Samuel Benta), la Yellow Ranger Ronnie Robinson (Caitlin Murphy), il Blue Ranger Dax Lo (Gareth Yuen) e la Pink Ranger Rose Ortiz (Rhoda Montemayor).
Nel corso della serie si aggiunge un nuovo membro, Tyzonn alias il Mercury Ranger; in seguito si scopre che il Red Ranger non è che un androide inventato da un archeologo per avere compagnia.
Dopo questa scoperta Mack mette a rischio la sua vita, che per lui non vale niente, considerando che era stato attivato solo da due anni e tutto il suo passato altri non era che finzione.
Nell'ultimo episodio perde la vita; tuttavia, il Cavaliere Guardiano, usando la Corona Aurora e i 5 gioielli, lo riporta in vita, non più come androide ma come essere umano.

## Episodi
| Stagione       | Episodi | Prima TV USA | Prima TV Italia |
| -------------- | ------- | ------------ | --------------- |
| Prima stagione | 32      | 2007         | 2008            |

## Personaggi e interpreti

### Rangers
- Mackenzie "Mack" Hartford, interpretato da James Maclurcan, doppiato da Paolo De Santis.
Red Overdrive Ranger, ha il potere della forza ed è il più potente dei rangers. È un ragazzo altruista, intelligente, allegro e amichevole, ma successivamente scoprirà di essere un androide. Ciò lo porta ad un conflitto con il padre, con cui si riconcilia nell'ultimo episodio, in cui alla fine diventa umano.
- Dax Lo, interpretato da Gareth Yuen, doppiato da Leonardo Graziano.
Blue Overdrive Ranger, con il potere dei salti. Si scopre nell'ultimo episodio che il suo sogno è diventare un regista. È goffo, ma amichevole.
- Ronny Robinson, interpretata da Caitlin Murphy, doppiata da Antonella Baldini.
Yellow Overdrive Ranger, con il potere della velocità. Partecipa a corse automobilistiche. Sembra avere una cotta per Tyzonn.
- Rose Ortiz, interpretata da Rhoda Montemayor, doppiata da Federica De Bortoli.
Pink Overdrive Ranger, con il potere dell'invisibilità. Prudente e tosta, è una scienziata. È un genio in qualsiasi materia e legge molti libri.
- Will Aston, interpretato da Samuell Benta, doppiato da Stefano Crescentini.
Black Overdrive Ranger, con il potere dei supersensi. È arrogante, ma altruista, e in passato era un agente segreto.
- Tyzonn, interpretato da Dwayne Cameron, doppiato da Marco Vivio.
Mercury Overdrive Ranger, di origine aliena, ha la capacità di trasformarsi in mercurio. È un ragazzo amichevole, che in passato guidava una squadra di soccorso.

#### I cinque Rangers
Sono ranger appartenenti a squadre di altre serie della saga; appaiono nel doppio episodio Ranger per sempre, dove aiutano Mack, Dax, Ronny, Rose, Will e Tyzonn a sconfiggere i nemici.
I Rangers in questione sono:
- Adam Park, secondo Black Ranger della serie originale Mighty Morphin Power Rangers;
- Tori Hanson, Blue Wind Ranger di Power Rangers Ninja Storm;
- Kira Ford, Yellow Dino Ranger di Power Rangers Dino Thunder;
- Bridge Carson, S.P.D. Red Ranger di Power Rangers S.P.D. (originalmente Green Ranger), collabora con Mack;
- Xander Bly, Green Mystic Ranger di Power Rangers Mystic Force.

### Nemici
- Flurious: Demone del ghiaccio, fratello di Moltor, principale avversario dei rangers. Ha un incapace tirapiedi, uno Yeti di nome Norg. Da piccolo, ruppe uno slittino del fratello. Tutto ciò saltò fuori durante una litigata tra i due cattivi dopo una sonora sconfitta dai ranger, che riaccese la loro rivalità e culminò in una lotta che durò fino a fine episodio. Viene eliminato da Mack, disintegrandosi, nella battaglia finale.
- Moltor: Demone del fuoco, fratello di Flurious. Ha dei guerrieri dalle specie di rettile chiamati Lavalizard. È molto potente e detesta il fratello. Nel penultimo episodio Flurious, con l'inganno, lo elimina definitivamente.
- Gatti Fuorilegge: Due alieni con sembianze feline che, dopo essersi alleati con Flurious, diventano assai più potenti e micidiali. Vengono sconfitti in una furibonda battaglia da Mack e Tyzonn.
- Kamdor: Un guerriero blu molto potente. La sua tirapiedi è Miratrix che in un episodio, quando Miratrix lo aveva ingannato dispiacendosi però, la rinchiudeva in un cristallo blu. In un episodio combatteva contro Will ma viene sconfitto da quest'ultimo e si disintegra.
- Miratrix: È la tirapiedi di Kamdor.

### Megazord
DriveMax Megazord, composto da:
- Dump Driver: pilotato dal Red Ranger, forma la testa, il busto e le gambe del Megazord;
- Speed Driver: guidato da Will, forma la schiena e l'armatura del petto del Megazord;
- Gyro Driver: appartenente a Dax, forma il casco del Megazord;
- Dozer Driver: Zord di Ronny, forma un braccio del Megazord;
- Sub Driver: Zord di Rose, forma un braccio del Megazord.

### Alleati dei Rangers
- Cavaliere guardiano: Alleato dei Rangers, può fondersi con il Red Ranger formando il Red Sentinel Ranger.